# Jon Marks

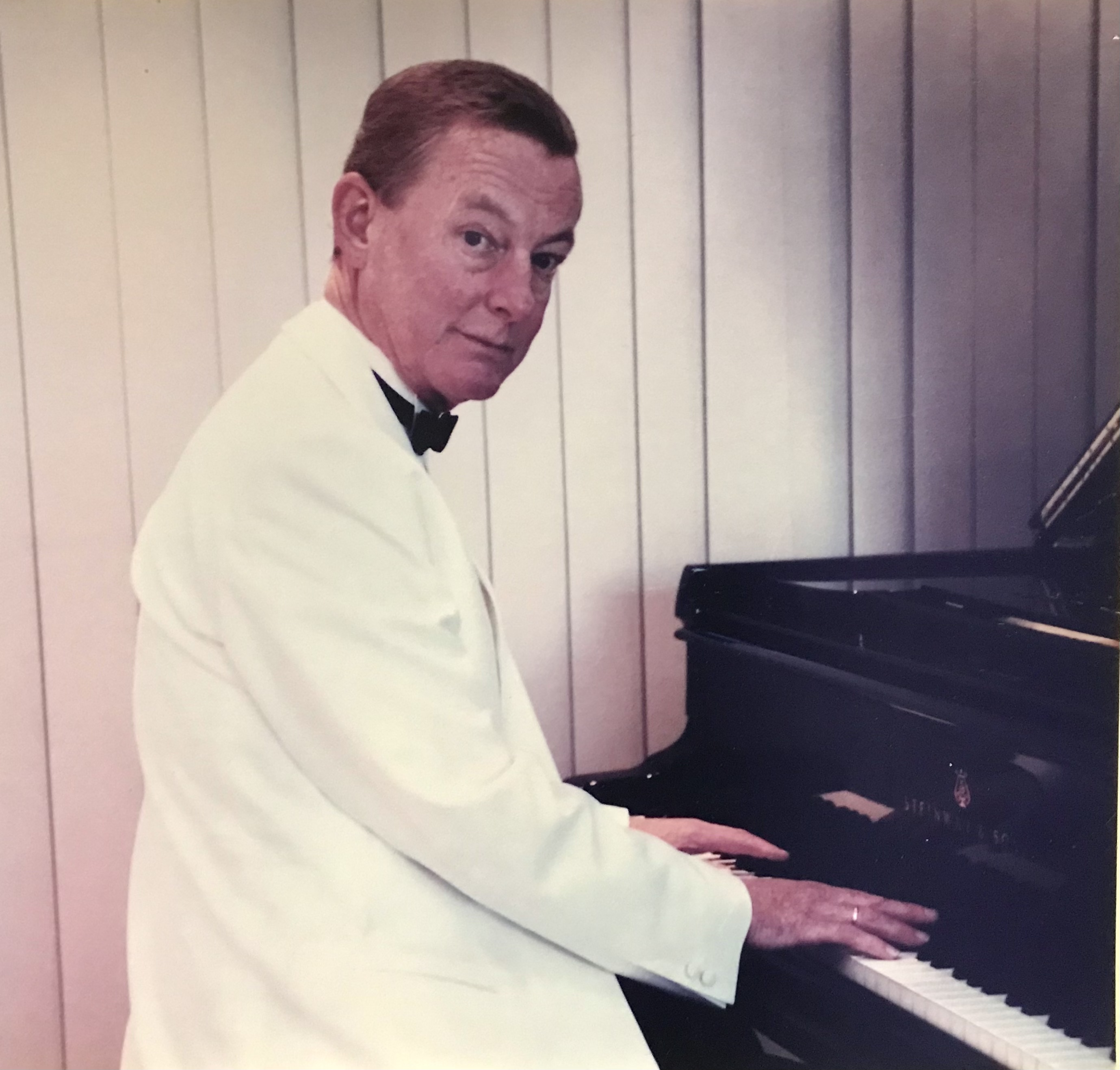
Jon_Marks (2000)

Jonathan „Jon“ Marks (* 11. Juli 1947 in Slough; † 23. Juli 2007 in Berlin) war ein britischer Jazzmusiker (Piano), der vor allem im New Orleans Jazz beheimatet war.

## Leben und Wirken
Marks begann siebenjährig mit dem Klavierunterricht. Als er 14 Jahre alt war, nahm ihn sein Bruder David mit zu einem Jazzkonzert, das ihn vom Jazz begeisterte. Der Pianist Alton Purnell wurde sein Mentor. Schon als Jugendlicher leitete er eigene Bands. Mit der Climax Jazz Band von Keith Smith kam er nach London, wo es 1965 auch zu Aufnahmen kam.
Mit Barry Martyns Ragtime Band trat Marks bei den ersten beiden New Orleans Jazz & Heritage Festivals 1968 und 1969 sowie bei Louis Armstrongs 70. Geburtstagsfeier „Hello Louis“ im Jahr 1970 auf. Weiterhin arbeitete er mit Thomas Jefferson, Preston Jackson, Hayes Alvis und mit Louis Nelson.
Ende der 1970er Jahre ließ sich Marks in Berlin nieder, wo er mit Peter Müllers White Eagle Jazz Band zusammenarbeitete, Aufnahmen produzierte und mit seinem eigenen New Orleans Jazz Trio auftrat. Über Marks’ Spiel schrieb Herb Friedwald in den Liner Notes zum Album The Orange Kellin Trio (GHB Records): „Jon Marks ist einer der besten und sicherlich der kraftvollste Pianist, der derzeit in diesem Stil spielt.“
Marks tourte in Europa mit Kid Thomas und mehrfach mit Sammy Rimington. Häufig wirkte er zudem an Tourneen und Aufnahmen der Maryland Jazz Band of Cologne mit. Mit Rimington, Arvell Shaw, Doc Cheatham, Jerry Zigmont und John Russell bildete er das Sextett Echoes of New Orleans (gleichnamiges Album 1992). Weiterhin ist er auf Alben von Paul Barns, Torsten Zwingenberger, Sam Lee and Friends und Doc Houlind New Orleans All Stars zu hören.
Marks verstarb 2007 nach schwerer Krankheit. Sein Nachlass befindet sich im Jazz-Archiv Eisenach.